# Bernoullische Ungleichung

Eine Veranschaulichung der Bernoulli-Ungleichung. Hier die beiden Funktionen (roter Graph) und (blauer Graph) mit dem konkreten Wert. Der rote Graph liegt für stets oberhalb des blauen Graphen.

In der Mathematik versteht man unter der bernoullischen Ungleichung eine einfache, aber wichtige Ungleichung, mit der sich eine Potenzfunktion nach unten abschätzen lässt. Sie besagt:
Für jede reelle Zahl {\displaystyle x\geq -1} und jede ganze Zahl {\displaystyle n\geq 0} gilt
{\displaystyle (1+x)^{n}\geq 1+nx}.
Benannt ist die Ungleichung nach dem Schweizer Mathematiker Jakob I Bernoulli.

## Geschichte
Jakob Bernoulli veröffentlichte diese Ungleichung zuerst in seiner Arbeit Positiones Arithmeticae de Seriebus Infinitis (Basel, 1689), in der er diese Ungleichung häufig anwandte.
Laut Joseph E. Hofmann geht die Ungleichung aber auf den Mathematiker René de Sluze zurück, der sie 1668 in seiner Arbeit Mesolabum veröffentlicht haben soll.

## Beweis

### Beweis über vollständige Induktion
Die bernoullische Ungleichung lässt sich mit vollständiger Induktion beweisen. Der Induktionsanfang {\displaystyle n=0} ist erfüllt:
{\displaystyle (1+x)^{0}=1\geq 1=1+0x}.
Als Induktionsvoraussetzung gelte nun {\displaystyle (1+x)^{n}\geq 1+nx} für {\displaystyle n\in \mathbb {N} _{0}}, {\displaystyle x\in \mathbb {R} } und {\displaystyle x\geq -1}.
Dann folgt wegen {\displaystyle 1+x\geq 0} und der Induktionsvoraussetzung
{\displaystyle {\begin{array}{lcl}(1+x)^{n+1}&=&(1+x)^{n}\cdot (1+x)\\&{\stackrel {\mathrm {I.\,V.} }{\geq }}&(1+nx)\cdot (1+x)\\&=&1+x+nx+nx^{2}\\&\geq &1+x+nx\\&=&1+(n+1)x.\\\end{array}}}
Nach dem Induktionsprinzip gilt die Behauptung für alle {\displaystyle n\in \mathbb {N} _{0}}.

### Alternativer Beweis für nicht-negative x
Für {\displaystyle x\geq 0} kann die Bernoulli-Ungleichung auch über den binomischen Lehrsatz bewiesen werden. Es gilt hier
{\displaystyle {\begin{aligned}(1+x)^{n}&=\sum _{k=0}^{n}{\binom {n}{k}}x^{k}\\&=1+n\cdot x+\underbrace {{\frac {n(n-1)}{2}}x^{2}+\ldots } _{\geq \ 0{\text{ wegen }}x\geq 0}\\&\geq 1+n\cdot x\end{aligned}}}

## Verwandte Ungleichungen

### Strikte Ungleichung
Ebenfalls als bernoullische Ungleichung wird folgende Ungleichung bezeichnet, die ein „strikt größer“ statt eines „größer gleich“ verwendet:
Für alle reellen Zahlen {\displaystyle x>-1}, {\displaystyle x\neq 0} und alle natürlichen Zahlen {\displaystyle n\geq 2} gilt
{\displaystyle (1+x)^{n}>1+nx}.
Der Beweis lässt sich ebenfalls mit Induktion nach dem gleichen Muster wie der Beweis für die Formulierung mit „größer gleich“ durchführen.

### Reelle Exponenten
Für reelle Exponenten lassen sich folgende Verallgemeinerungen durch Vergleich der Ableitungen zeigen: Für alle {\displaystyle x>-1} gilt
{\displaystyle (1+x)^{r}\geq 1+rx},
wenn {\displaystyle r\geq 1} oder {\displaystyle r\leq 0}, und 
{\displaystyle (1+x)^{r}\leq 1+rx},
wenn {\displaystyle 0\leq r\leq 1}.

### Variable Faktoren
Betrachtet man keine Potenz, sondern ein Produkt unterschiedlicher Faktoren, so lässt sich folgende Verallgemeinerung mittels vollständiger Induktion zeigen:
{\displaystyle \prod _{i=1}^{n}(1+x_{i})>1+\sum _{i=1}^{n}x_{i}},
falls {\displaystyle -1<x_{i}<0} für alle {\displaystyle i} oder falls {\displaystyle x_{i}>0} für alle {\displaystyle i} und {\displaystyle n\geq 2}.
Setzt man dabei {\displaystyle u_{i}:=-x_{i}\;} und betrachtet den Spezialfall {\displaystyle -1\leq x_{i}\leq 0}, also {\displaystyle 0\leq u_{i}\leq 1}, so erhält man die sogenannte Weierstraß-Produkt-Ungleichung
{\displaystyle \prod _{i=1}^{n}(1-u_{i})\geq 1-\sum _{i=1}^{n}u_{i}.}

## Anwendungen

### Grenzwertberechnung
Behauptung:
{\displaystyle \lim _{n\to \infty }{\sqrt[{n}]{a}}=1}
für alle reellen {\displaystyle a\geq 1}.
Beweis: Zunächst sei {\displaystyle x_{n}\geq 0} definiert durch
{\displaystyle {\sqrt[{n}]{a}}=1+x_{n}}.
Dann gilt nach der Bernoulli-Ungleichung
{\displaystyle a=(1+x_{n})^{n}\geq 1+nx_{n}},
also
{\displaystyle {\frac {a-1}{n}}\geq x_{n}\geq 0}.
Es ist aber
{\displaystyle \lim _{n\to \infty }{\frac {a-1}{n}}=0}.
Damit ist dann auch
{\displaystyle \lim _{n\to \infty }x_{n}=0}
und letztlich
{\displaystyle \lim _{n\to \infty }{\sqrt[{n}]{a}}=1+\lim _{n\to \infty }x_{n}=1+0=1.}

### Exponentialfunktion
Die bernoullische Ungleichung ist bei vielen Abschätzungen hilfreich. Es sei {\displaystyle x\in \mathbb {R} } fix, dann ist {\displaystyle {\frac {x}{n}}\geq -1} für hinreichend großes {\displaystyle n}.
Mit der bernoullischen Ungleichung gilt daher
{\displaystyle \left(1+{\frac {x}{n}}\right)^{n}\geq 1+n\cdot {\frac {x}{n}}=1+x} für hinreichend großes {\displaystyle n}.
Wegen
{\displaystyle e^{x}=\lim _{n\to \infty }\left(1+{\frac {x}{n}}\right)^{n}}
ist somit die Ungleichung
{\displaystyle 1+x\leq e^{x}} für alle {\displaystyle x\in \mathbb {R} }
bewiesen.

### Beweis von Ungleichungen mit Potenzen
Um die Konvergenz {\displaystyle \lim _{n\rightarrow \infty }q^{n}=0} für reelle Zahlen {\displaystyle q} mit {\displaystyle 0<q<1} zu beweisen, muss unter anderem ein {\displaystyle N\in \mathbb {N} } gefunden werden, so dass {\displaystyle q^{N}<\epsilon } für ein beliebig vorgegebenes {\displaystyle \epsilon >0} ist. Hierfür kann die Bernoulli-Ungleichung verwendet werden. Zunächst formt man die Zielungleichung {\displaystyle q^{N}<\epsilon } durch Äquivalenzumformungen um:
{\displaystyle {\begin{array}{lrl}&q^{N}&<\epsilon \\\iff \ &\left({\tfrac {1}{q}}\right)^{N}&>{\tfrac {1}{\epsilon }}\end{array}}}
Wegen {\displaystyle 0<q<1} ist {\displaystyle 1/q>1}. Setzen wir {\displaystyle 1+x=1/q}  so ist {\displaystyle x>0} und außerdem nach der Bernoulli-Ungleichung
{\displaystyle \left({\tfrac {1}{q}}\right)^{N}=(1+x)^{N}\geq 1+N\cdot x}
Alternativ kann also auch ein {\displaystyle N\in \mathbb {N} } gefunden werden, so dass {\displaystyle 1+N\cdot x>1/\epsilon } ist. Ist nämlich {\displaystyle 1+N\cdot x>1/\epsilon } dann folgt aus obiger Ungleichung {\displaystyle \left({\tfrac {1}{q}}\right)^{N}\geq 1+N\cdot x}, dass automatisch auch {\displaystyle \left({\tfrac {1}{q}}\right)^{N}>{\tfrac {1}{\epsilon }}} ist. Die Existenz von {\displaystyle N} ist durch das archimedische Axiom gewährleistet.
Der Vorteil der obigen Vorgehensweise ist der, dass hier im Beweis nicht auf den Logarithmus zurückgegriffen werden muss, welcher am Anfang einer Analysis-Vorlesung in der Regel noch nicht zur Verfügung steht.

### Ungleichung vom arithmetischen und geometrischen Mittel
Unter Verwendung einer Abschätzung mit der bernoullischen Ungleichung lässt sich die Ungleichung vom arithmetischen und geometrischen Mittel über vollständige Induktion beweisen. Es ist sogar so, dass die Bernoulli-Ungleichung äquivalent zur Ungleichung vom arithmetischen und geometrischen Mittel ist.